# Soda : Le Rêve américain
Pour plus de détails, voir Fiche technique et Distribution.
Soda : Le Rêve américain est un téléfilm français diffusé sur M6 le 23 décembre 2015.
Il s'agit d'une adaptation de la série Soda.

## Synopsis
Michel Fontella, le père d’Adam, a mis fin à son rêve de carrière dans le rock 'n' roll pour assurer le confort de sa famille… 
Tout comme son père, Adam a un rêve : celui de partir en Amérique, et vivre le rêve américain. Ses parents lui promettent un mois de vacances aux États-Unis s'il obtient son baccalauréat sinon, il travaillera tout l’été avec son père à la banque. Malheureusement il découvre qu'il a raté son baccalauréat, et ses amis lui annoncent leur départ à la rentrée : Ludovic partira en école de commerce et Slimane ira dans un pensionnat. Mme Vergneaux, la proviseure du lycée, en profite pour prendre sa retraite et virer Patrick, le surveillant incompétent. Plus tard dans la journée, Juliette, la copine d'Adam, le largue car elle est déjà à la fac et a rencontré un jeune homme plein d’avenir, contrairement à Adam.
À côté de ça, rien ne va plus entre Babeth et Michel. Babeth a le projet d’acheter un terrain pour y bâtir leur propre maison, mais Michel n'ayant pas les moyens, elle lui reproche de ne pas être à la hauteur de ses engagements, tandis que lui, reproche à sa femme de ne rien faire pour ramener de l’argent à la maison et que c’est de sa faute s'il a mis un terme à sa carrière musicale. La situation ne s'arrangera pas avec l'échec d'Adam au bac… 
Désemparé, Adam découvre, en regardant la télévision, qu'un jeu est organisé par une marque de burgers : ceux qui trouveront les quatre Golden Dollars cachés dans des boîtes de burger auront le privilège de participer, avec deux amis, à un jeu-concours à Bruxelles et tenter de gagner trois billets d’avion pour les États-Unis avec des visas de travail valables pendant un an et un logement. Adam appelle ses amis et organise un plan afin de trouver le fameux ticket. Après plusieurs échecs, les amis réunis au kebab où travaille Adam découvrent, par chance, que Patrick possède l'un des Golden Dollar. Conscient de ce que le billet représente, il propose, néanmoins, à Adam de l'échanger contre un kebab, ce qu'il accepte. Quand Adam explique à ses parents qu’il veut aller participer au jeu télévisé, Babeth s'y oppose catégoriquement, mais Michel accepte de l’accompagner, pour l'aider à aller au bout de son rêve. Babeth le menace alors de le quitter...
Adam, Michel, Slim, Ludo et Ève, la sœur d'Adam, partent alors en Belgique. Une fois à Bruxelles, Michel retrouve son ami d’enfance  Jacques Vandenpute avec qui il avait créé son groupe de rock 'n' roll, Les Intrigants. Jackie est devenu producteur d’émissions télévisuelles, comme Qui sera le meilleur américain ?, le jeu pour lequel ils sont venus, et étant donné qu'il est propriétaire d’un hôtel et se retrouve divisé entre soirée et affaires, Michel regrette un peu plus d’avoir renoncé au succès. Jackie lui propose alors de redevenir la star qu'il était à l'époque… Pendant ce temps, Adam, Slim et Ludo rencontrent, après les adversaires italiens et allemands, leurs adversaires belges : Adamo, Slimaé et Anneke, cette dernière parvenant à flirter rapidement avec Ludo, au grand désespoir d'Ève. Celle-ci tente de lui dire qu'il se fait manipuler mais Ludo, se croyant supérieur aux autres après son expérience, se met alors à mépriser tout le monde...
En parallèle, Babeth raconte à sa mère, Gisèle, et à sa meilleure amie, Malika, ce qui se passe entre elle et Michel. Stéphanie, la copine de Slim, les rejoint pour savoir où se trouve Slim, celui-ci l'ayant brusquement larguée la veille. Gisèle et Malika proposent à Babeth et à Stéphanie de faire une sortie entre filles ce soir-là.
Le jour suivant, Michel, ayant trop bu la nuit dernière, se fait rapidement réveiller par Adam, car ils sont en retard pour le concours. Chez les Fontella, Babeth, Malika, Gisèle et Stéphanie assistent alors à l'émission. La première épreuve du concours consiste à manger les plus de hot-dogs possible. Mais une main inconnue a trafiqué les hot-dogs avant l'épreuve... Adam, Ludo et Michel désignent Slim pour mener cette épreuve. Parvenant à tout manger à une vitesse folle, Slim devient le gagnant de l'épreuve, en éliminant l'équipe italienne. La deuxième épreuve consiste à tenir le plus longtemps sur le taureau téléguidé. Voulant réserver la troisième épreuve à Ludo, Adam décide de se porter volontaire pour faire cette épreuve. Mais encore une fois, quelqu'un semble trafiquer le taureau pendant l'épreuve... Malgré cela, Adam parvient à marquer le meilleur score de la manche, non pas sans se ridiculiser! Ayant éliminé l'équipe allemande sur le coup, lui et ses amis disputeront la dernière manche face aux belges. Mais, juste après la deuxième épreuve, Ludo part avec Anneke, laissant Adam et Slim mécontents. Michel, refusant toujours d'entrer en contact avec Babeth malgré les conseils du barman de l'hôtel, monte dans l'ascenseur avec Adam pour rejoindre leur chambre, mais sont inespérément rejoints par Ludo et Slim. L'ascenseur tombe en panne, à cause d'un câble électrique intentionnellement coupé... 
Ayant assisté à la performance d'Adam, Babeth, encouragée par Gisèle, se met en tête de rejoindre les garçons en Belgique. Les quatre filles partent alors en Belgique, mais leur train tombe en panne et aura plusieurs heures de retard...
Alors que les garçons sont toujours bloqués, Ludo s'impatiente, voulant revoir Anneke. Adam, commençant à se disputer avec lui à ce sujet, Michel les arrête aussitôt, leur demandant de ne pas tout laisser tomber après tout le mal qu'ils ont eu pour arriver là où ils sont. Les trois amis se remémorent donc toutes les péripéties qu'ils ont vécues ensemble pendant leur amitié, ils en rigolent et Ludo finit par s'excuser de son attitude.
Le jour suivant, les filles parviennent au studio de télévision. Stéphanie laisse éclater sa colère sur Slimaé, l'ayant pris pour Slimane... Babeth croise Jackie, profitant pour se remémorer ce qu'il s'est passé il y a plusieurs années. En lui demandant où se trouve Michel et les garçons sans obtenir de réponse de sa part, c'est finalement un employé du studio qui lui dit qu'ils sont logés à l'hôtel L'Intrigant, non loin de là. La réceptionniste de l'hôtel, ne pouvant pas indiquer à Babeth la chambre où est logé Michel, c'est donc le barman de l'hôtel qui s'en occupe! Mais comme Michel n'est pas dans sa chambre, Stéphanie décide de localiser Slim avec son téléphone, ce qui ne sera pas d'une grande utilité... Ève, décidée à reconquérir Ludo, retire son appareil dentaire et se fait toute belle. Dans les toilettes du studio, elle bouscule malencontreusement Jackie, dont le portefeuille tombe sans qu'il s'en aperçoive. Ève y trouve une mystérieuse photo... Elle la prend avant de rendre le portefeuille à Jackie.
Quand l'ascenseur est finalement dépanné, Michel et les garçons se précipitent vers les studios, déjà en retard pour l'émission. Débute alors la dernière épreuve, qui consiste à répondre correctement aux questions de l'animateur, dix points étant nécessaires pour être gagnant. Ludo parvient à répondre correctement aux premières questions, mais Adamo demande discrètement à Anneke de découvrir sa poitrine, ce qui déstabilise Ludo, le faisant s'évanouir. Alors qu'il ne manque qu'un point à l'équipe belge, Adam, motivé par son rêve américain, parvient à reprendre le contrôle de la situation et répond correctement aux questions suivantes, ce qui crée une égalité de neuf points chez chaque équipe. La question de la victoire est alors posée, Slim répond à cette question... incorrectement, au grand désespoir de Uskur, le gérant du kebab où travaille Adam, qui est, lui aussi, en train de regarder l'émission. L'équipe belge devient alors gagnante du jeu. Mais Michel, ayant reçu la mystérieuse photo de la part d'Ève, dénonce alors la tricherie. En montrant la photo à la caméra (montrant Jacques et Adamo ensemble), Anneke finit par confirmer qu'ils ont bel et bien triché, avant de demander pardon à Ludo et de s'enfuir. Michel en profite pour présenter ses excuses à Babeth et lui avouer son amour pour elle, faisant prendre conscience à Jackie que sa vie de luxe de ne le satisfait pas totalement. C'est donc Adam, Slim et Ludo qui gagnent le jeu... et Michel dit alors à Jackie qu'il est plus heureux de mener sa vie de famille que d'être une star.
À l'aéroport, Babeth, Michel, Ève, Malika et Gisèle font leurs adieux à Adam, Slim et Ludo. Mais au dernier moment, Ludo refuse de partir avec ses amis, affirmant être amoureux d'Ève. Seuls Adam et Slim partent donc pour les États-Unis... en compagnie de Mme Vergneaux qui partait elle aussi à New York !
Quelque temps plus tard, Adam et Slim, heureux de vivre leur rêve américain, se sont trouvé un nouveau banc et se mettent à siffler ensemble le générique de Soda...

## Distribution
- Kev Adams : Adam Fontella
- Laurence Oltuski : Élisabeth « Babeth » Fontella (la mère)
- Guy Lecluyse : Michel Fontella (le père)
- Chantal Garrigues : Gisèle Favrot
- Alika Del Sol : Malika Elboughi, l'amie de « Babeth » et la mère de Slimane
- Syrielle Mejias :  Ève « Chucky » Fontella
- William Lebghil : Slimane « Slim » Elboughi
- Gaël Cottat : Ludovic « Ludo » Drancourt
- Louise Blachère : Stéphanie « Stéph, le Cafard » Bouvier, la petite amie de Slimane
- Jéromine Chasseriaud : Juliette Juhel, l'ex petite amie d'Adam
- John Eledjam : Uskur, le gérant du Liberty's (kebab)
- Dominique Frot : Solange Vergneaux
- Jérôme Anthony : lui-même / le présentateur du jeu télévisé « Qui sera le meilleur Américain ? »
- Olivier Baroux : Jacques « Jacky » Vandenpute
- Isabelle Nanty : La mère de Ludovic Drancourt
- Florence Coste : Hanneke
- Ivan Herbez : Le serveur

## Clin d’œil
Le duo de Michel et « Jacky » avant et après sa rencontre avec « Babeth » est un clin d’œil au duo de musique pop Début de soirée, dont le titre phare est Nuit de folie. 

## Audiences
Diffusé en première partie de soirée, le téléfilm réunit 2 822 000 téléspectateurs  soit 11.7 % du public.